# 2008年民主党代表選挙
2008年民主党代表選挙（2008ねんみんしゅとうだいひょうせんきょ）は、小沢一郎代表の任期満了に伴い、2008年（平成20年）9月21日に行われた民主党代表を選任する選挙である。小沢一郎が再任された。

## 党代表選データ

### 日程
- 7月14日 - 2008年9月民主党代表選挙実施の公告。
- 9月8日 - 告示・立候補受付。小沢一郎のみ立候補。
- 9月21日 - 民主党臨時党大会が開かれ、小沢一郎の代表再任を承認。